# Korfschelp
De korfschelp (Varicorbula gibba, synoniem Corbula gibba) is een tweekleppigensoort uit de familie van de Corbulidae. De wetenschappelijke naam van de soort werd in 1792 voor het eerst geldig gepubliceerd door Olivi.

## Beschrijving
De korfschelp heeft een dikke, breed ovale tot driehoekige schelp, 13 tot 15 mm lang. Het is ongelijkwaardig, de rechterklep is veel groter en boller dan de linker, die er precies in past, waardoor een aanzienlijke marge van de rechterklep vrij blijft. De twee kleppen worden bij elkaar gehouden door twee interne sluitspieren en zijn op een gelede manier op de rug verbonden door een band die een ligament wordt genoemd. De achterste rand is enigszins afgekapt. Beide kleppen van de korfschelp zijn voorzien van grove, concentrische groeven en richels, de linkerklep heeft bovendien vage stralende lijnen. De snavels zijn naar binnen gekeerd en raken elkaar. De schaal is dof wit tot crème, de binnenkant is wit met een vage roze of blauwachtige tint, soms met gele vlekken. De palliale lijn is erg zwak en er is een lichte posterieure inkeping.
Höger och vänster klaff av samma exemplar:

Höger klaff
Vänster klaff

## Verspreiding
Het verspreidingsgebied van de korfschelp loopt van de Noorse Zee tot het Iberisch Schiereiland, alsmede in de Middellandse Zee en de Zwarte Zee, en langs de kust van West-Afrika tot Angola. De korfschelp wordt gevonden van de lage kust tot aanzienlijke diepten in het sublitoraal, levend in modderig zand en grind. Deze soort is algemeen voorkomend in de Noordzee en kunnen plaatselijk hoge dichtheden bereiken. Eind twintigste eeuw komen ze plaatselijke ook voor in ondiepe delen van de Nederlands deltagebied, onder andere de in Oosterschelde en het Grevelingenmeer.